# Miraflor
Miraflor es una entidad de población española del municipio de Els Poblets, perteneciente a la provincia de Alicante, en la Comunidad Valenciana.

## Historia
Hacia mediados del siglo XIX, el lugar, por entonces con ayuntamiento propio, tenía contabilizada una población de 225 habitantes. Aparece descrito en el undécimo volumen del Diccionario geográfico-estadístico-histórico de España y sus posesiones de Ultramar de Pascual Madoz con las siguientes palabras:

MIRAFLOR: l. con ayunt. de la prov., aud. terr., c. g. y dióc. de Valencia (12 leg.), part. jud. de Denia (1): sit. en terreno llano á 40 pasos de la ribera der. del r. Bolata ó Verjel: le baten generalmente los vientos del E. y O.; su clima es templado, y las enfermedades mas comunes calenturas intermitentes. Tiene 50 casas, la del ayunt., cárcel y una igl. dedicada á San José, aneja de la de Verjel. Los vec. se surten para sus usos del agua de un pozo público, sit. en la calle Mayor y de 7 mas en casas particulares, de buena calidad. Confina el térm. por N. y O. con Setla y Mirarosa; E. Denia, y S. Verjel; su estension es de 1/2 leg. en todas direcciones. El terreno es arcilloso, que fertiliza el r. Verjel. caminos: los que conducen á Denia, Ondara, Verjel, Pego y Gandía, en mal estado. El correo se recibe de Denia por balijero 3 veces á la semana. prod.: trigo, cebada, vino, aceite, algarrobas, seda, higos, pasas y legumbres: mantiene el ganado caballar necesario para la labranza. ind.: la agrícola. pobl.: 64 vec., 225 alm. cap. prod.: 239,567. imp.: 12.947. contr. 2,279: el presupuesto municipal asciende á 2,225 rs. de los que se pagan 700 al secretario del ayunt. y se cubre por reparto vecinal.
(Madoz, 1848, p. 428)

El municipio se disolvió en 1971, cuando se fusionó con el que incluía las localidades de Setla y Mirarrosa para conformar el de Setla-Mirarrosa y Miraflor, ahora denominado Els Poblets. En 2024, la entidad singular de población de Miraflor tenía empadronados 302 habitantes, de los que 224 lo estaban en el núcleo de ese mismo nombre y el resto en diseminado.